# آرایشگاه (مجموعه تلویزیونی)
این سریال در یک سالن زیبایی اتفاق می‌افتد که در اصل یک آرایشگاه مردانه مدل بالا بود، اما آرماندو مالک آرایشگاه به طور ناگهانی فوت می‌کند و از خود دو فرزند، همسر، کوهی از بدهی و یک معشوقه باردار که از کشور آلبانی است، به جا می‌گذارد. این یک تراژدی واقعی برای خانواده اش و آن معشوقه آلبانی اش بود. با این وجود بیوه او آنا، با شجاعت و ریسک بسیار آرایشگاه را به یک سالن زیبایی زنان تبدیل می‌کند، که برای فقیر و ثروتمند یکسان بود. داستان زندگی شخصیت‌هایی که یا در سالن کار می‌کنند یا به صورت مکرر به آنجا می‌روند را به تصویر می‌کشد. زنان در حین انتظار برای درست کردن موهای خود با یکدیگر مقابله می‌کنند و به هم اعتماد می‌کنند. این دنیای آنهاست و آنها در آنجا احساس آرامش و راحتی می‌کنند. ما اینچنین زندگی زنان مختلف را می‌بینیم: آنا مالک آرایشگاه، فرانچسکا حسابدار و دوست او، ویکی شیفته یک تاجر مشکوک و دوسکا زن جوانی که توسط شوهر آنا حامله شده بود و نهایت آنا که بی گناه بود توسط یکی از دوستانش کشته می‌شود و دیگران به خوشبختی می‌رسند.